# Робоу, Мухтар
Шейх Мухтар Робоу (сомал. Mukhtaar Rooboow, араб. مختار روبوو‎; род. 10 октября 1969, Сомали), также известен как Абу Мансур — бывший представитель сомалийской террористической группировки «Харакат аш-Шабааб». Министр по делам религии Сомали с 2 августа 2022 года.

## Биография

##### Ранняя жизнь и образование
Мухтар Робоу родился 10 октября 1969 года в Худуре, регион Баколь. Учился в местной коранической школе, а затем продолжил религиозное образование в мечетях Могадишо, а также в мечетях своего родного региона. Член клана Рахавейн, а точнее, клана Лейсан, который особенно хорошо представлен в Юго-Западном Сомали. Робоу изучал исламское право в 1990-х годах в Хартумском университете в Судане.

#### Деятельность в «Харакат аш-Шабааб»
Робоу и другие ведущие члены «Аш-Шабааб» бросили вызов руководству Ахмеда Абди Годане (Моктара Али Зубейра) в Барауэ в июне 2013 года. Годан убил двух ведущих участников, и Робоу сбежал в свой родной район. Как сообщалось в августе 2013 года, силы Годана начали наступление на сторонников Робоу.
23 июня 2017 года Управление по контролю за иностранными активами Министерства финансов США (OFAC) удалило его из списка «Награды за справедливость» (RFJ) после обсуждения с правительством Сомали после того, как за него была назначена награда в размере 5 млн. $ за информацию, ведущую к его местонахождению 7 июня 2012 года.

#### Выход из «Аш-Шабааб»
13 августа 2017 года он сдался властям Сомали. На пресс-конференции, состоявшейся вскоре после этого в Могадишо, он осудил «Аш-Шабааб» и призвал её членов выйти из группировки.

#### Кандидат в президенты Юго-Западного Сомали
Год спустя Робоу официально заявил, что баллотируется на региональных выборах в Юго-Западном Сомали, первоначально назначенных на 17 ноября, а затем перенесённых на 19 декабря. Мухтар сделал это объявление сотням своих сторонников на приветственном митинге в юго-западном городе Байдоа.
Однако этот энтузиазм не разделил пользующееся международной поддержкой Федеральное правительство Сомали. С резким упрёком министерство внутренней безопасности Сомали опубликовало заявление о том, что Мухтар Робоу не имеет права баллотироваться на региональных выборах. Проблема, однако, в том, что в Сомали нет официальной конституции, а с юридической точки зрения полномочия федерального правительства и правительства штата не были должным образом детализированы. Поэтому было неясно, могут ли федеральные власти ввести запрет на выдвижение регионального кандидата в президенты. «Аль-Шабааб» также осудила политические амбиции самого влиятельного перебежчика группы. Было неожиданно, что федеральные власти и «Аль-Шабааб» оказались на одной стороне в споре о кандидатуре Робоу.

#### Арест
13 декабря 2018 года Мухтар Робоу был арестован миротворцами Африканского союза из Эфиопии и доставлен в Могадишо под строгим контролем. По меньшей мере 12 человек были убиты в Байдоа в результате насилия, вспыхнувшего после ареста Робоу. Среди убитых был и депутат регионального парламента. Жертвы были застрелены эфиопскими силами АМИСОМ и сомалийскими спецподразделениями, вылетевшими из Могадишо.
Его арест также вызвал отставку министра общественных работ Сомали Абдифатаха Мохамеда Гесея, который так же родом из Байдоа и так же принадлежит к подклану Лейсана.
30 декабря 2018 года специальный представитель Генерального секретаря ООН по Сомали Николас Хайсом написал письмо правительству Сомали, в котором просил подробностей о юридических основаниях ареста Робоу, а также призвал расследовать случаи смерти во время протестов, последовавших за его убийством. По данным ООН, силы безопасности Сомали применили силу для подавления трёхдневных демонстраций в юго-западном городе Байдоа 13—15 декабря, в ходе которых было убито не менее 15 человек и арестовано 300 человек. 1 января 2019 года три человека, включая двух сотрудников ООН, были ранены в результате обстрела из миномётов главной базы ООН в Могадишо.
Правительство Сомали приказало высокопоставленному представителю ООН покинуть страну, обвинив его в «преднамеренном посягательстве на суверенитет страны». Приказ был издан через несколько дней после того, как чиновник Николас Хайсом выразил обеспокоенность действиями поддерживаемых ООН служб безопасности Сомали в недавнем насилии, в результате которого погибли несколько человек. Совет Безопасности ООН выразил сожаление по поводу решения Сомали выслать посланника ООН, который подверг сомнению ареста экстремистской группы.

#### Министр по делам религии
В августе 2022 года Робоу был назначен министром по делам религии в правительстве Сомали.